# Mont Scotch Cap
Mont Scotch Cap är ett berg i Kanada.   Det ligger i provinsen Québec, i den sydöstra delen av landet, 400 km öster om huvudstaden Ottawa. Toppen på Mont Scotch Cap är 540 meter över havet, eller 113 meter över den omgivande terrängen. Bredden vid basen är 1,9 km.
Terrängen runt Mont Scotch Cap är platt åt nordväst, men åt sydost är den kuperad.Runt Mont Scotch Cap är det mycket glesbefolkat, med 2 invånare per kvadratkilometer.. Närmaste större samhälle är Lac-Mégantic, 15,8 km norr om Mont Scotch Cap. 
I omgivningarna runt Mont Scotch Cap växer i huvudsak blandskog.